# Wanchong (köpinghuvudort i Kina, Hainan Sheng, lat 18,85, long 109,32)
Wanchong är en köpinghuvudort i Kina. Den ligger i provinsen Hainan, i den södra delen av landet, omkring 170 kilometer sydväst om provinshuvudstaden Haikou. Antalet invånare är 24 081. Befolkningen består av 11 146 kvinnor och 12 935 män. Barn under 15 år utgör 20,0 %, vuxna 15-64 år 70 %, och äldre över 65 år 8,0 %.
Runt Wanchong är det ganska tätbefolkat, med 56 invånare per kvadratkilometer. Wanchong är det största samhället i trakten. I omgivningarna runt Wanchong växer i huvudsak städsegrön lövskog.
Genomsnittlig årsnederbörd är 2 114 millimeter. Den regnigaste månaden är juli, med i genomsnitt 364 mm nederbörd, och den torraste är januari, med 14 mm nederbörd.